# Vingnes
Vingnes ist eine Ortschaft in der norwegischen Kommune Lillehammer in der Provinz (Fylke) Innlandet. Der Ort hat 1524 Einwohner (Stand: 1. Januar 2024).

## Geografie
Vingnes ist ein sogenannter Tettsted, also eine Ansiedlung, die für statistische Zwecke als eine Ortschaft gewertet wird. Die Ortschaft liegt an der Westseite des Mjøsas, des größten norwegischen Sees. Auf der gegenüberliegenden Uferseite liegt die Stadt Lillehammer.

## Verkehr
Von Vingnes aus führen zwei Brücken über den Mjøsa. Die Vingnesbrua führt Richtung Osten in den Süden der Stadt Lillehammer. Die Lillehammerbrua, die Teil der Europastraße 6 (E6) ist, verläuft hingegen Richtung Nordosten in das Stadtzentrum.
Die Vingnesbrua wurde im Jahr 1934 fertiggestellt. Nachdem sie im April 1940 gesprengt worden war, um den Vormarsch der deutschen Truppen aufzuhalten, wurde sie später wiederaufgebaut. Die Fachwerkbrücke hat eine Länge von 815,5 Metern.